# WWE SmackDown! vs. RAW 2008
WWE SmackDown! vs. RAW 2008 er et Wrestling videospil udviklet af Yuke's og udgivet til PlayStation 2, PlayStation 3, Xbox 360, Nintendo Wii, PlayStation Portable og Nintendo DS af THQ i november 2007. Spillet er en fortsættelse på den lange WWE SmackDown!-serie, og er en efterfølger til WWE SmackDown! vs. RAW 2007. Det er også det første spil i serien, der inkluderer ECW.

## Roster
Som altid indeholder spillet en række populære wrestlere fra WWE. Dog er spillet blevet kritiseret for at have en forældet roster, da flere af de medvirkende wrestlere i spillet ikke engang arbejder for WWE længere.
- Ashley (ikke længere ansat)
- Batista
- Bobby Lashley (ikke længere ansat)
- Booker T (ikke længere ansat)
- Candice Michelle
- Carlito
- Chavo Guerrero
- Chris Masters
- CM Punk
- Edge
- Elijah Burke (ikke længere ansat)
- Finlay
- Gregory Helms (forældet gimmick)
- Jeff Hardy (ikke længere ansat)
- John Cena
- Johnny Nitro (forældet gimmick)
- JTG
- Kane
- Kelly Kelly
- Ken Kennedy (ikke længere ansat
- Kenny Dykstra (ikke længere ansat)
- Marcus Cor Von (ikke længere ansat)
- Mark Henry
- Matt Hardy
- Melina
- Michelle McCool
- Mickie James
- MVP
- Randy Orton
- Rey Mysterio
- Ric Flair (ikke længere ansat)
- The Sandman (ikke længere ansat)
- SHAD
- Shawn Michaels
- Snitsky(ikke længere ansat)
- The Great Khali
- Tommy Dreamer (ikke længere ansat)
- Torrie Wilson (ikke længere ansat)
- Triple H
- Umaga(død)
- The Undertaker
- William Regal

Som altid er der også en række wrestling legender med:
- Bret Hart
- Mick Foley
- Rick Rude(død)
- Roddy Piper
- Sabu
- Steve Austin
- Terry Funk
- The Rock